# نجم مجمد (نجم افتراضي)
النجم المجمد في علم الفلك علاوة على المصطلح المهجور للثقب الأسود، هو نوع افتراضى من النجوم ووفقا لعلماء الفلك فريد آدامز وجريجوري لافلين ربما يظهر هذا النجم في مستقبل الكون عندما تكون قابلية التحول إلى معدن في الوسط النجمى أكثر عدة مرات من القيمة الشمسية.

## الخصائص
وبسبب آثار الإعتام كلما زادت قابلية الغاز بين النجوم للتحول إلى معدن كلما قل الحد الأدنى والأقصى لكتلة النجم، ولهذه الحالة الأخيرة فانه من المتوقع أن نجم له 0.04 كتلة الشمس (كتلته تساوى 40 مرة كتلة المشترى) يمكنه أن يصبح في الوقت الراهن قزم بنى غير قادر على دمج الهيدروجين، بإمكانه ان يضع نهاية للتسلسل الرئيسى بدرجة حرارة سطحية 0° سليزيوس (273° كلفن، ومن ثم التجمد) وهذا أبرد بكثير من الأقزام الحمراء الخافتة في أيامنا هذه وغيوم الجليد المتشكلة في الغلاف الجوى لها، سوف يكون لمعان هذه النجوم أقل بأكثر من ألف مرة من أضعف النجوم الموجودة حاليا، ومن المتوقع أن تكون حياتها أطول نسبيا.